# Rosemary Stirling
Rosemary Olivia Stirling-Wright, škotska atletinja, * 11. december 1947, Timaru, Nova Zelandija.
Nastopila je na poletnih olimpijskih igrah leta 1972, ko je osvojila peto mesto v štafeti 4x400 m in sedmo teku na 800 m. Na evropskih prvenstvih je osvojila naslov prvakinje v štafeti 4x400 m leta 1969 in bronasto medaljo v teku na 800 m leta 1971, na evropskih dvoranskih prvenstvih bronasti medalji v teku na 400 m leta 1969 in teku na 800 m leta 1971, na igrah Skupnosti narodov pa zlato medaljo v teku na 800 m leta 1970. 20. septembra 1969 je z britansko reprezentanco postavila svetovni rekord v štafeti 4 x 400 m. 